# 13 peccati
13 peccati (13 Sins) è un film del 2014 diretto da Daniel Stamm.
Pellicola statunitense, remake del film thailandese del 2006 13 game sayawng diretto da Chookiat Sakveerakul.

## Trama
Elliot Brindle, un venditore dal carattere molto remissivo, perde il lavoro a causa del suo comportamento troppo mite ed onesto. Il licenziamento è per lui un vero dramma: ha dei debiti importanti e da lui dipendono economicamente suo fratello Michael, disabile mentale, Shelby, la sua fidanzata incinta e nera, e Samson, il suo padre violento e razzista.
Elliot riceve una misteriosa telefonata: una voce gli offre 1.000 dollari per uccidere una mosca che lo ha infastidito. Elliot esegue l'ordine e controlla il suo conto in banca, avendo la conferma che gli è stato accreditato l'importo; accetta così la sfida successiva: mangiare la mosca morta. La Voce spiega che gli verranno proposte una serie di tredici sfide, ognuna delle quali porterà a maggiori ricompense. Se non riesce a completarle tutte, interferisce col gioco o rivela il gioco a qualcuno, perderà tutti i soldi, inclusi quelli già vinti.
Le sfide successive sono sempre più complesse: far piangere una bambina, incendiare un presepe in una chiesa e truffare un senzatetto con uno struzzo. Queste stranezze attirano l'attenzione della polizia: la bambina identifica Elliot, e il detective Chilcoat si occupa del caso. Shelby si preoccupa per lo strano comportamento segreto di Elliot, il quale si giustifica spiegando che sta pianificando una sorpresa in vista del loro matrimonio.
La sesta sfida è apparentemente semplice: portare un uomo a bere un caffè. Elliot, però, scopre che la persona scelta si è appena suicidata: riesce comunque a portare il cadavere nel bar, ma qui incontra un gruppo di agenti di polizia. Preso dall'agitazione, Elliot va nel panico e ruba sfacciatamente una tazza di caffè da un tavolo di agenti di polizia in servizio. Quando viene affrontato, Elliot se la cava notando che stanno bevendo alcolici in servizio e minaccia di sporgere denuncia, costringendoli a tacere.
Dopo essere uscito in tutta fretta, la Voce avvisa Elliot che la polizia ha trovato la sua tessera della biblioteca; tuttavia, se vince la partita, tutte le indagini su di lui saranno archiviate senza conseguenze penali.
Nel frattempo il detective Chilcoat nota Vogler, un teorico del “complotto”, che negli anni ha trovato diverse informazioni sul "gioco". Vogler, inizialmente timoroso della polizia, consiglia a Chilcoat di uccidere Elliot alla prima occasione: secondo lui, infatti, l'unico scopo del gioco è trasformare i giocatori (persone dal carattere mite) in mostri con la promessa di un milione di dollari. Vogler afferma che una volta sua moglie ha giocato al gioco, facendogli mangiare il proprio cane.
Per la sua prossima sfida, Elliot viene portato in un motel dove incontra un uomo che in un flashback viene mostrato come un bullo che lo tormentava durante la sua infanzia: la Voce dice a Elliot di recidere il braccio dell'uomo e Elliot, istigato dalla stessa vittima che lo insulta, esegue l'ordine.
Successivamente Elliot porta l'uomo all'ospedale: qui picchia il fratello dell'uomo (a sua volta un bullo che in passato aveva vessato sia Elliot che suo fratello Michael); la Voce gli riconosce così il completamento di due nuove sfide.
Elliot si reca al ristorante dove si sta tenendo la cena di prova per il suo matrimonio con Shelby: qui la polizia fa irruzione, ma per arrestare Michael, invece che Elliot, come era lecito aspettarsi. Michael, infatti, è accusato di aver molestato una giovane donna: a quel punto Elliot, anche per creare un diversivo per il fratello, accetta la nuova sfida della Voce, cominciando a distruggere la sala di ricevimento, cantando L'Internazionale. Vinta questa sfida, la Voce gli ordina di consegnarsi alla polizia: Elliot scopre di essere accusato di molti più reati di quelli da lui commessi, tra cui aver spinto un anziano giù per le scale ed aver bruciato un intero santuario Hindu. Capisce quindi che c'è un altro concorrente: riesce quindi a scappare prendendo un poliziotto in ostaggio, ma nella fuga perde il telefono.
Disperato per aver smarrito l'unico mezzo di comunicazione con la Voce, rapisce un'anziana donna ispanica. Dopo una iniziale riluttanza è lei a rivelare la sua prossima sfida: posizionare un filo di acciaio inossidabile in mezzo alla strada. Quando si accorge che sta per passare un gruppo di motociclisti (che sembra abbiano avuto dalla Voce l'ordine di attraversare velocemente la strada), Elliot rimuove il filo, ma il misterioso altro concorrente prepara una trappola identica a poca distanza lungo la strada ed i motociclisti vengono tutti decapitati.
Disgustato, Elliot torna a casa intenzionato ad abbandonare il "gioco": qui scopre che l'altro concorrente è proprio Michael e che la sfida finale è uccidere un membro della famiglia. Michael ha scelto il loro padre come vittima, ma Elliot cerca di impedirglielo. A quel punto è lo stesso padre a rivelare ai figli che lui stesso partecipò anni prima al "gioco", vincendo: per l'ultima sfida fu lui ad uccidere la moglie (fino ad allora i figli erano convinti che la madre fosse morta in un normale incidente stradale).
Finito il racconto, il padre, per impedire ai figli di vincere e diventare come lui, si suicida tagliandosi la gola. Michael, però, non si arrende e tenta di uccidere Elliot: quest'ultimo, per legittima difesa, uccide il fratello. 
Pur avendo vinto tutte le sfide, a Elliot non è accreditata la somma promessa perché uccide il detective Chilcoat, che aveva eliminato Vogler e che si rivela essere anche egli complice attivo del gruppo che organizza il "gioco".
In fine Elliot, ferito, al telefono scopre che Shelby è stata invitata al "gioco", ma ha rifiutato di partecipare.

## Distribuzione
Il film è stato presentato al festival South by Southwest il 7 marzo 2014 e una settimana più tardi distribuito via video on demand.